# サクラセダン
サクラセダンは、日本生まれの競走馬、繁殖牝馬。

## 経歴
1974年10月に競走馬としてデビュー。1977年春まで競走生活を送り、重賞に昇格する前の中山牝馬ステークスをはじめ6勝を挙げた。競走馬引退後は繁殖牝馬となり、3頭の重賞優勝馬（うち2頭はGI優勝馬）を輩出した。さらに産駒の中で種牡馬となったサクラトウコウからネーハイシーザーが、最後の産駒で繁殖牝馬となったセダンフォーエバーの系統からサクラヴィクトリア、サクラプレジデントが誕生するなど、子孫も繁殖馬として優れた能力を発揮している。

## 繁殖成績（産駒一覧）
- 1979年生 トネホマレ（牡）（父：イエローゴッド）
- 1980年生 サクラタカオー（牡）（父：ロードリージ） （8勝）
- 1981年生 サクラトウコウ（牡）（父：マルゼンスキー）（4勝、七夕賞優勝、函館3歳ステークス優勝）
- 1982年生 サクラグランプリ（牡）（父：サクラショウリ）（8勝）
- 1983年生 サクラセダンスキー（牡）（父：マルゼンスキー）
- 1984年生 サクラムソウ（牝）（父：ノーザンテースト）
- 1985年生 サクラチヨノオー（牡）（父：マルゼンスキー）（5勝、東京優駿優勝、朝日杯3歳ステークス優勝）
- 1986年生 サクラホクトオー（牡）（父：トウショウボーイ）（5勝、朝日杯3歳ステークス優勝）
- 1987年生 セダンフォーエバー（牝）（父：マルゼンスキー）

## サクラセダンの主要なファミリーライン
サクラセダン 1972
｜セダンフォーエバー 1987
｜｜サクラユスラウメ 1994（1勝）
｜｜｜サクラヴィクトリア 1999（3勝、関東オークス優勝）
｜｜｜｜サクラヴィッキー 2004
｜｜｜｜｜サクラインザスカイ 2009 c （中央4勝、地方9勝、トレノ賞優勝）
｜｜｜サクラスリール 2010
｜｜｜｜カプリフレイバー 2017 c（優駿スプリント、川崎スパーキングスプリント優勝）
｜｜｜｜ラッキードリーム 2018 c（JBC2歳優駿、北海優駿、王冠賞、北斗盃、サッポロクラシックカップ優勝）
｜｜サクラプレジデント 2000 c（4勝、中山記念優勝、札幌記念優勝、札幌2歳ステークス優勝）
｜｜サクラレーヌ 2006 f
｜｜｜サクラトゥジュール 2017 g（東京新聞杯、京都金杯）

## 血統表
| サクラセダンの血統（プリンスビオ系 / Blenheim II 4x5=9.36%（母内）、Mumtaz Mahal 5x5=6.25%（母内）） | サクラセダンの血統（プリンスビオ系 / Blenheim II 4x5=9.36%（母内）、Mumtaz Mahal 5x5=6.25%（母内）） | サクラセダンの血統（プリンスビオ系 / Blenheim II 4x5=9.36%（母内）、Mumtaz Mahal 5x5=6.25%（母内）） | （血統表の出典）           | （血統表の出典） |
| 父 *セダン Sedan 1955 鹿毛 フランス                                                                  | 父の父Prince Bio 1941 鹿毛 フランス                                                                  | Prince Rose                                                                                          | Rose Prince                | Rose Prince      |
| 父 *セダン Sedan 1955 鹿毛 フランス                                                                  | 父の父Prince Bio 1941 鹿毛 フランス                                                                  | Prince Rose                                                                                          | Indolence                  |                  |
| 父 *セダン Sedan 1955 鹿毛 フランス                                                                  | 父の父Prince Bio 1941 鹿毛 フランス                                                                  | Biologie                                                                                             | Bacteriophage              | Bacteriophage    |
| 父 *セダン Sedan 1955 鹿毛 フランス                                                                  | 父の父Prince Bio 1941 鹿毛 フランス                                                                  | Biologie                                                                                             | Eponge                     |                  |
| 父 *セダン Sedan 1955 鹿毛 フランス                                                                  | 父の母Staffa 1948 鹿毛 フランス                                                                      | Orsenigo                                                                                             | Oleander                   | Oleander         |
| 父 *セダン Sedan 1955 鹿毛 フランス                                                                  | 父の母Staffa 1948 鹿毛 フランス                                                                      | Orsenigo                                                                                             | Ostana                     |                  |
| 父 *セダン Sedan 1955 鹿毛 フランス                                                                  | 父の母Staffa 1948 鹿毛 フランス                                                                      | Signa                                                                                                | Ortello                    | Ortello          |
| 父 *セダン Sedan 1955 鹿毛 フランス                                                                  | 父の母Staffa 1948 鹿毛 フランス                                                                      | Signa                                                                                                | Superga                    |                  |
| 母 *スワンズウッドグローヴ Swanswood Grove 1960 黒鹿毛 イギリス                                      | 母の父Gray Sovereign 1948 芦毛 イギリス                                                              | Nasrullah                                                                                            | Nearco                     | Nearco           |
| 母 *スワンズウッドグローヴ Swanswood Grove 1960 黒鹿毛 イギリス                                      | 母の父Gray Sovereign 1948 芦毛 イギリス                                                              | Nasrullah                                                                                            | Mumtaz Begum               |                  |
| 母 *スワンズウッドグローヴ Swanswood Grove 1960 黒鹿毛 イギリス                                      | 母の父Gray Sovereign 1948 芦毛 イギリス                                                              | Kong                                                                                                 | Baytown                    | Baytown          |
| 母 *スワンズウッドグローヴ Swanswood Grove 1960 黒鹿毛 イギリス                                      | 母の父Gray Sovereign 1948 芦毛 イギリス                                                              | Kong                                                                                                 | Clang                      |                  |
| 母 *スワンズウッドグローヴ Swanswood Grove 1960 黒鹿毛 イギリス                                      | 母の母Farhky 1940 栗毛 イギリス                                                                      | Mahmoud                                                                                              | Blenheim II                | Blenheim II      |
| 母 *スワンズウッドグローヴ Swanswood Grove 1960 黒鹿毛 イギリス                                      | 母の母Farhky 1940 栗毛 イギリス                                                                      | Mahmoud                                                                                              | Mah Mahal                  |                  |
| 母 *スワンズウッドグローヴ Swanswood Grove 1960 黒鹿毛 イギリス                                      | 母の母Farhky 1940 栗毛 イギリス                                                                      | Fille De Salut                                                                                       | Sansovino                  | Sansovino        |
| 母 *スワンズウッドグローヴ Swanswood Grove 1960 黒鹿毛 イギリス                                      | 母の母Farhky 1940 栗毛 イギリス                                                                      | Fille De Salut                                                                                       | Friar's Daughter F-No.16-a |                  |